# 東田大塚古墳
東田大塚古墳（ひがいだおおつかこふん）は、奈良県桜井市の纒向古墳群に属する古墳。2006年1月26日、纒向古墳群の一つとして国の史跡に指定された。

## 概要
- 所在地：桜井市東田字大塚
- 被葬者：不明
- 築造時期：古墳時代初頭（3世紀後半）[3]
- 墳　形：纒向型前方後円墳丘墓（葺石・埴輪なし）
- 規　模：全長約120メートル、後円部径約68メートル、後円部高さ9メートル、前方部長約50メートル、周濠幅約21メートル、周濠深さ1.3メートル[2]。

現在はかなり削られている前方部が西南に長く延びる。試掘調査により前方部に盛土が残っていることが確認され、2007年4月12日、桜井市教育委員会は全長がこれまでの推測より14メートル長く110メートル以上である旨を発表した。
- 埋葬施設：周濠外堤部1基[1]。
- 出土遺物：
  - 甕棺（周濠外堤部より東海系壺片で蓋をした西部瀬戸内系土器棺埋納）[1]
  - 土師器（布留0式）
  - 木製品